# Eygues
Die Eygues, im Unterlauf Aigues, (andere Schreibweisen: Aigue, Aygues) ist ein linker Nebenfluss der Rhône in Frankreich, der in den Regionen Auvergne-Rhône-Alpes und Provence-Alpes-Côte d’Azur verläuft. Sie entspringt am Col du Montaux, im Gemeindegebiet von Chauvac-Laux-Montaux, in etwa 1140 Metern Höhe. Die Eygues entwässert anfangs in nordwestlicher Richtung, dreht dann auf Südwest und mündet nach rund 114 Kilometern bei Caderousse als linker Nebenfluss in die Rhône. Auf ihrem Weg durchquert die Eygues die Départements Drôme, Hautes-Alpes und Vaucluse.

## Orte am Fluss
- Saint-André-de-Rosans
- Rémuzat
- Sahune
- Aubres
- Nyons
- Mirabel-aux-Baronnies
- Saint-Maurice-sur-Eygues
- Tulette
- Camaret-sur-Aigues
- Sérignan-du-Comtat
- Orange
- Caderousse

## Sehenswürdigkeiten
- Pont de Nyons, Mittelalterliche Brücke über die Eygues in Nyons